# Dascillus plumbeus
Dascillus plumbeus is een keversoort uit de familie withaarkevers (Dascillidae). De wetenschappelijke naam van de soort is voor het eerst geldig gepubliceerd in 1880 door Horn.